# (10416) Kottler
(10416) Kottler est un astéroïde de la ceinture principale aréocroiseur.

## Description
(10416) Kottler est un astéroïde de la ceinture principale aréocroiseur. Il présente une orbite caractérisée par un demi-grand axe de 2,24 UA, une excentricité de 0,40 et une inclinaison de 20,3° par rapport à l'écliptique.

## Compléments